# JTBC GOLF
JTBC GOLF(한국어: JTBC 골프)는 대한민국의 JTBC이다. 2005년 1월 7일에 개국하였고, LPGA투어, KPGA 코리안투어, 유러피언투어, 아시안투어, 일본 남녀 투어, 유럽여자프로골프투어 등 전 세계 다양한 투어를 중계하였으며 오픈 챔피언십, PGA 챔피언십, 크래프트 나비스코 챔피언십 등 세계 메이저 대회도 독점 중계했다.
이외에도 이벤트 프로그램, 정보 매거진 등을 편성하고 있다.
골프채널로서는 국내 최초로 품격 높은 고화질 HD로 프로그램을 제작했고 2011년에는 LPGA 투어 하나은행 챔피언십의 주관방송사로서 대회 모든 라운드를 국제신호로 제작해 송출했다. 2012년에는 1대의 중계차에 20대의 카메라를 장착 할 수 있는 FULL HD 초대형 중계차를 도입했다. 2013년 6월 4일에는 키자니아 서울 내 '골프클럽' 체험관을 오픈하였다. 2015년 3월 16일 이전까지는 'J골프'였다가 JTBC GOLF로 명칭이 바뀌었다.

## 주요 아나운서
- 이원정: 美 PGA, LPGA투어, 유러피언투어 중계
- 김동연: KPGA 코리안투어, 유러피언투어, 아시안투어 중계
- 이경연: 일본 남녀 투어, LET, 유러피언투어 중계
- 박찬: 유러피언투어, 아시안투어, KPGA 코리안투어 중계
- 배기완: KPGA 코리안투어 중계

## 해설위원
- 임경빈
- 강춘자
- 박원
- 이신
- 정지철
- 이병옥
- 송경서
- 장재식
- 김장우
- 최봉암
- 우승섭
- 이경철
- 이헌수
- 한소영
- 조원득

## 객원 해설위원
- 김미현: 2013년 LPGA투어 메이저 '에비앙 챔피언십', '하나•외환 챔피언십' 등
- 김형태: 2012년 '밀리언야드컵', 2013년 JGTO 다수
- 박지은 : 2014 '하나•외환 챔피언십'